# Витолище
Витолище или Витолища (на македонска литературна норма: Витолиште) е село в южната част на Северна Македония, община Прилеп.

## География
Селото е разположено в планината Козяк, в областта Мариово, на 46 km южно от общинския център Прилеп. Селото е център на околните села и е разположено на надморска височина от 830 метра. До него води асфалтов път. Има много голямо землище от 63,3 km2, в което обработваемите земи заемат 1424 ха, горите са 1428 ха, а пасищата 3132 ха. Църквата в селото е „Свети Атанасий“.

## История

### Етимология и легенди за името
Според академик Иван Дуриданов етимологията на името е от първоначалния патроним на -ишти < -itji от личното име Витол, фамилното име Витолов.
Стале Попов в романа си „Кърпен живот“ разказва следната легенда за потеклото на името Витолище. Отдавна, долу край Църна в селото Разлог живеели трима братя Раде, Гале и Вите, които се занимавали с животновъдство, лов, пчеларство и малко със земеделие. Като видели, че земята им се изтощава, решили да си потърсят по-сгодни места за живот. Вите се заселил в котловина нагоре край Зелка, Гюргишча, Перун и Трибор и така по неговото име селото станало Витолишча.
Според друга версия селото претърпяло няколко премествания от основаването си. Двама братя живеели в далечно село и според обичая дошло време да се разселят. По-малкият се заселил в местността Обстраница, където имало условия за отглеждане на овце, коне и говеда. Скоро обаче забелязал как много често конете му бягат и след издирване винаги ги намирал в местността на днешното Витолище. И по съвет на брат си той се заселил там и поставил основата на днешното село. След това дошъл брат му, а после и други семейства, докато накрая се наложило да убият по-стария брат, за да не се разпространява повече мълвата, че Витолище е добро място за живот. Името си добило от „витост“, което в местния говор означавало подлата постъпка спрямо брата на основателя на селото.

### В Османската империя
| Османски статистики        | Ханета | Неженени | Вдовици | Годишен приход |
| -------------------------- | ------ | -------- | ------- | -------------- |
| Дефтер № 4 от 1476/77 г.   | 80     | 10       | 10      | 4663           |
| Дефтер № 16 от 1481/82 г.  | 112    |          |         | 6877           |
| Дефтер № 73 от 1519 г.     | 188    | 27       | 8       | 9143           |
| Дефтер № 149 от 1528/29 г. | 204    | 20       | 5       | 11459          |
| Дефтер № 232 от 1544/45 г. | 55     | 5        |         | 5124           |

Селото е споменато в Трескавецкия поменик от XVI – XVII век като Витолища.
В обобщен списък на джизието на немюсюлманите от селата от вакъфите на починалия султан Сюлейман в казата Пирлепе от 9 ноември 1615 година Витолище е отбелязано като село с 92 ханета (домакинства).В списък (иджмал дефтер) на селищата от вакъфа на султан Сюлейман в Морихова от 14 февруари 1628 година във Витолище са отбелязани 61 ханета.
В средата на XVIII век Витолище е село в каза Преспа. По това време жителите на селото водят поредица от съдебни дела за владеенето на пасища със съседното село Рожден. На едно от съдебните дела през 1749 година интересите на Витолище са защитавани от селяните Райко, син на Коле, Петко, син на Йован, Бойко, син на Никола, Стефан, син на Горан и други.
Към средата на XIX век селото е унищожено от пожар, възникнал в местната ковачница.
В XIX век Витолище е предимно българско село в Прилепска кааза, Мориховска нахия на Османската империя. В 1861 година австрийският дипломат и лингвист Йохан Георг фон Хан в книгата си Reise von Belgrad nach Salonik описва село Витолице като второто по големина от 19 български села в Мариово, с 90 къщи.
В „Етнография на вилаетите Адрианопол, Монастир и Салоника“, издадена в Константинопол в 1878 година и отразяваща статистиката на населението от 1873 година, Битолище (Bitolischté) е посочено като село със 185 домакинства и 743 жители българи и 8 цигани.
Според статистиката на Васил Кънчов („Македония. Етнография и статистика“) от 1900 година Витолища има 1225 жители, от които 1200 българи християни и 25 цигани.
На Етнографската карта на Битолския вилает на Картографския институт в София от 1901 година Витолища е чисто българско село в Прилепската каза на Битолския санджак с 200 къщи.
В началото на XX век българското население на селото е под върховенството на Българската екзархия. По данни на секретаря на екзархията Димитър Мишев („La Macédoine et sa Population Chrétienne“) през 1905 година във Витолища има 1320 българи екзархисти и работи българско училище.
При избухването на Балканската война в 1912 година 4 души от Витолища са доброволци в Македоно-одринското опълчение.

### В Сърбия, Югославия и Северна Македония
След Междусъюзническата война в 1913 година селото попада в Сърбия.
В Първата световна война 6 души от селото загиват като войнци в Българската армия. В селото има Българско военно гробище от Първата световна война.
Според Георги Трайчев Витолища има 168 къщи с 1225 жители българи.
По време на българското управление във Вардарска Македония в годините на Втората световна война, Стале Попов от Прилеп е български кмет на Витолище от 18 август 1941 година до 26 февруари 1942 година. След това кметове са Борис Ив. Кьорпанов от Ресен (2 април 1942 – 18 юни 1942), Михаил Солунов от Прилеп (18 юни 1942 – 22 юли 1943), Иван Паунов Паунов от Велмевци (22 юли 1943 – 16 март 1944) и Колю Ст. Колев от Ловеч (26 април 1944 – 9 септември 1944).
До 2004 г. селото е общински център на едноименната община, присъединена днес към Община Прилеп.
В селото има начално училище до 8 клас, здравна служба, поща и паметник на Народноосвободителната борба. Във Витолище всяка година се провежда фестивалът „Мариовско-Мегленски културни срещи“.
Преброявания в Югославия и Северна Македония
| Националност     | 1948 | 1953 | 1961 | 1971 | 1981 | 1991 | 1994 | 2002 |
| ---------------- | ---- | ---- | ---- | ---- | ---- | ---- | ---- | ---- |
| Общо             | 1091 | 1343 | 1291 | 1110 | 664  | 377  | 290  | 170  |
| северномакедонци |      | 1328 | 1286 | 1107 | 649  | 373  | 289  | 167  |
| албанци          |      | 1    | 1    | 0    | 0    | 0    | 0    | 0    |
| турци            |      | 5    | 0    | 0    | 0    | 0    | 0    | 0    |
| роми             |      | 1    | 0    | 0    | 0    | 0    | 0    | 0    |
| власи            |      | 0    | 0    | 0    | 0    | 0    | 0    | 0    |
| сърби            |      | 4    | 2    | 2    | 4    | 3    | 1    | 2    |
| бошняци          |      | 0    | 0    | 0    | 0    | 0    | 0    | 0    |
| други            |      | 4    | 2    | 1    | 11   | 1    | 0    | 1    |

## Личности
Родени във Витолище
- Георги Сталев Поповски (р. 1930), поет и писател от Северна Македония
- Димитър Петров, български революционер, четник на Петър Костов – Пашата в 1915 година[16]
- Иван Гюров, български революционер от ВМОРО
- Илко Бойко, българин, православен, арестуван преди април 1904 година, обвинен в „извършване на въоръжено нападение против държавния конак в нахията Витолище и против казармата, употреба на оръжие срещу султанската войска, при която е ранен жандармеристът Абас“, осъден от Извънредния съд на 3 години каторга, лежал в Битолския затвор, амнистиран с общата амнистия от 12 април 1904 година[17]
- Константин Попстоян, българин, православен, арестуван преди април 1904 година, обвинен в „извършване на въоръжено нападение против държавния конак в нахията Витолище и против казармата, употреба на оръжие срещу султанската войска, при която е ранен жандармеристът Абас“, осъден от Извънредния съд на 3 години каторга, лежал в Битолския затвор, амнистиран с общата амнистия от 12 април 1904 година[18]
- Кръстьо Андонов (1888 – 1918), български просветен деец
- Пейо Андон, българин, православен, учител, арестуван преди април 1904 година, обвинен в „участие във въоръжено нападение против държавния конак в нахията Витолище и против султанската казарма, употреба на оръжие срещу султанската войска, при която е ранен жандармеристът Абас“, осъден от Извънредния съд на 3 години каторга, лежал в Битолския затвор, амнистиран с общата амнистия от 12 април 1904 година[19]
- Пейо Попстефан, българин, православен, арестуван преди април 1904 година, обвинен в „извършване на въоръжено нападение против държавния конак в нахията Витолище и против казармата, употреба на оръжие срещу султанската войска, при която е ранен жандармеристът Абас“,[20] осъден от Извънредния съд на 3 години каторга, лежал в Битолския затвор, амнистиран с общата амнистия от 12 април 1904 година[18]
- Ристе Стоян, българин, православен, арестуван преди април 1904 година, обвинен в „извършване на въоръжено нападение против държавния конак в нахията Витолище и против казармата, употреба на оръжие срещу султанската войска, при която е ранен жандармеристът Абас“, осъден от Извънредния съд на 3 години каторга, лежал в Битолския затвор, амнистиран с общата амнистия от 12 април 1904 година[18]
- Стоян Антонов, деец на ВМОРО
- Стоян Стойко Масриче, българин, православен, арестуван преди април 1904 година, обвинен в „извършване на въоръжено нападение против държавния конак в нахията Витолище и против казармата, употреба на оръжие срещу султанската войска, при която е ранен жандармеристът Абас“, осъден от Извънредния съд на 3 години каторга, лежал в Битолския затвор, амнистиран с общата амнистия от 12 април 1904 година[21]
- Тоде Ристе, българин, православен, арестуван преди април 1904 година, обвинен в „извършване на въоръжено нападение против държавния конак в нахията Витолище и против казармата, употреба на оръжие срещу султанската войска, при която е ранен жандармеристът Абас“, осъден от Извънредния съд на 3 години каторга, лежал в Битолския затвор, амнистиран с общата амнистия от 12 април 1904 година[21]

Починали във Витолище
- Благой Димитров, български военен деец, технически поручик, загинал през Първата световна война[22]
- Манчу Матак (1920 – 1944), югославски партизанин
- Юрдан Петров Елков, български военен деец, капитан, загинал през Първата световна война[23]